# Guerbet-Kondensation
Die Guerbet-Kondensation – auch Guerbet-Reaktion – ist eine Namensreaktion aus dem Bereich der Organischen Chemie, die 1899 erstmals durch den französischen Chemiker Marcel Guerbet (1861–1938) publiziert wurde. Bei der Guerbet-Kondensation werden primäre oder sekundäre Alkohole bei hohen Temperaturen und hohem Druck in Gegenwart von Alkalimetallhydroxiden oder Alkoxiden über Aldehyde und Aldolprodukte zu längerkettigeren Alkoholen, in diesem Zusammenhang auch Guerbet-Alkohole genannt, umgesetzt.

## Übersicht
Die Guerbet-Kondensation lässt sich in die Bildung des höherwertigen Aldehyds und die anschließende Cannizzaro-Reaktion unterteilen.
Im ersten Teil der Reaktion wird ein primärer Alkohol (alternativ: sekundärer Alkohol) unter anderem über eine Aldolkondensation zu einem Aldehyd umgesetzt.

R = H oder Alkylrest

Im zweiten Teil der Reaktion wird der entstandene Aldehyd in einer Cannizzaro-Reaktion zu einem Guerbet-Alkohol umgesetzt, der nun höherwertig ist als der Alkohol, der als Edukt eingesetzt wurde.

Bildung des Guerbet-Alkohols (R = H oder Alkylrest)

Neben dem Guerbet-Alkohol entsteht zu gleichen Teilen das identisch substituierte Carboxylat.

## Reaktionsmechanismus
Der Reaktionsmechanismus besteht aus der Bildung des Aldehyds und der anschließenden Bildung des Guerbet-Alkohols.

### Bildung des Aldehyds
Ein Vorschlag für den Reaktionsmechanismus der Bildung des Aldehyds:

R = H oder Alkylrest

Zunächst wird ein primärer Alkohol (alternativ: sekundärer Alkohol) deprotoniert. Dadurch bildet sich an dieser Stelle eine Carbonylgruppe aus und das Wasserstoffatom der Hydroxygruppe wird als Hydrid-Ion abgespalten. Dieses Hydrid-Ion deprotoniert den entstandenen Aldehyd 1 in α-Position, ein Wasserstoffmolekül wird abgespalten und es entsteht der in α-Position deprotonierte Aldehyd 2. Auf weitere mesomere Grenzstrukturen (Hinweis: Keto-Enol-Tautomerie) wurde zwecks besserer Übersicht verzichtet. Durch eine Aldolkondensation dieses Ions 2 mit dem Aldehyd 1 entsteht das Alkenal (α,β-ungesättigter Aldehyd) 3. Durch Addition eines Hydrid-Ions in α-Position entsteht eine negative Ladung am β-Kohlenstoffatom des Alkenals 3. An dieser Stelle wird anschließend ein Proton addiert. So entsteht der Aldehyd 6. Dabei entsteht außerdem der Aldehyd 5, der identisch ist mit dem Aldehyd 1 und ebenfalls eine Aldolkondensation mit dem Anion 2 eingehen kann.

### Bildung des Guerbet-Alkohols
Abschließend wird in einer Cannizzaro-Reaktion durch Reaktion zweier Moleküle des Aldehyds 6 mit einem Hydroxid-Ion unter Abspaltung eines Carboxylat-Ions (grau) der Alkohol 7 (Guerbet-Alkohol) synthetisiert:

Ein Äquivalent des Aldehyds 6 wird zum Alkohol 7 reduziert, ein Äquivalent wird oxydiert. (R = H oder Alkylrest)

Alternativ kann der gebildete Aldehyd oxidiert werden um quantitativ die entsprechende Carbonsäure zu erhalten. Auf diese Weise sind bisubstituierte Essigsäuren mit dem Substitutionsschema Cn und Cn+2 erhältlich.